# Ölüdeniz, Fethiye
Ölüdeniz là một thị trấn thuộc huyện Fethiye, tỉnh Muğla, Thổ Nhĩ Kỳ. Dân số thời điểm năm 2011 là 4.595 người.
Bãi biển ở đây là một khu nghỉ mát, trên bờ biển phía tây nam Turquoise Thổ Nhĩ Kỳ, tại điểm kết nối của Aegea và Địa Trung Hải. Nó nằm 14 km (9 dặm) về phía nam của Fethiye, gần Núi Babadağ.